# Mastigosporium
Mastigosporium is een geslacht van schimmels uit de familie Ploettnerulaceae. De typesoort is Mycochaetophora japonica.

## Soorten
Volgens Index Fungorum telt het geslacht zes soorten (peildatum maart 2023):
| Soortnaam                    | Auteur(s)                  | Publicatiejaar |
| ---------------------------- | -------------------------- | -------------- |
| Mastigosporium album         | Riess                      | 1852           |
| Mastigosporium deschampsiae  | Jørst.                     | 1947           |
| Mastigosporium graminum      | (P. Karst.) Nag Raj        | 1979           |
| Mastigosporium kitzebergense | U. Schlöss.                | 1970           |
| Mastigosporium muticum       | (Sacc.) Gunnerb.           | 1971           |
| Mastigosporium rubricosum    | (Dearn. & Barthol.) Nannf. | 1939           |